# Diecezja Jalingo
Diecezja Jalingo – diecezja rzymskokatolicka  w Nigerii. Powstała w 1995.

## Biskupi ordynariusze
- Bp Ignatius Kaigama (1995– 2000)
- Bp James Daman, OSA (2000–2007)
- Bp Charles Hammawa, od 2008